# Rolf Andersen
Rolf-Peder Hermann Andersen (født 13. juni 1945 i Aarhus, Danmark) er en dansk tidligere roer.
Andersen var med ved OL 1972 i München, hvor han sammen med Peter Christiansen, Willy Poulsen og Egon Pedersen udgjorde den danske firer uden styrmand. Danskerne lykkedes med at kvalificere sig til finalen, hvor man dog sluttede på en 6.- og sidsteplads.